# Verdena
Verdena ist eine 1995 gegründete italienische Rockband.

## Geschichte
Zur Bandgründung waren die beiden Brüder Alberto und Luca Ferrari noch minderjährig. Mit dem Einstieg von Bassistin Roberta Sammarelli kam es zu ersten Demo-Aufnahmen, die ab Juli 1997 – allerdings nur mäßig – verkauft wurden. Die Band änderte ihren ursprünglichen Namen Verbena in Verdena, nachdem man festgestellt hatte, dass es eine amerikanische Band gleichen Namens gab.
Im März 1999 nahm das Trio in Florenz sein erstes offizielles Album auf, das den Namen der Band trägt und am 30. September 1999 in Italien erschien, nachdem bereits am 21. Juni desselben Jahres die EP Valvonauta veröffentlicht worden war. In der Zwischenzeit spielte die Band auf einigen Festivals und erlangte in Italien erstmals größere Bekanntheit.
Im Oktober 2001 begann für Verdena nach der Veröffentlichung des zweiten Albums Solo un grande sasso eine erneute Tour, die bis ins Jahr 2002 andauerte und die Band durch ganz Italien sowie auf ein Festival in den Niederlanden führte. In der Zwischenzeit stieg Fidel Fogaroli als Keyboarder ein; er galt allerdings erst seit Januar 2004 als ein offizielles Mitglied der Band.
Im Sommer 2003 ging Verdena wieder ins Studio, diesmal um Aufnahmen für ihr drittes Album Il Suicidio dei Samurai zu machen, das im darauffolgenden Jahr in Italien erschien. Es folgte eine weitere Tour durch Italien; als Vorband von Dredg kam die Band Ende 2005 auch in die Schweiz und nach Deutschland, wo – mit offiziellem Erscheinungsdatum 29. März – Il Suicidio dei Samurai seit 2005 nicht nur als Import erhältlich ist.
Durch ein europäisches Förderprogramm erhielt Verdena 2006 den Betrag von 8.000 €, der in eine weitere Europa-Tour fließen sollte, die die Band u. a. wieder nach Deutschland und in die Schweiz führte, aber auch nach Frankreich, wo Il Suicidio dei Samurai nun ebenfalls veröffentlicht wurde.
2007 arbeitete Verdena im eigenen Studio (Henhouse Studio, was so viel heißt wie ‚Hühnerstall‘, der sich wohl früher dort einmal befand) am vierten Album, von dem einige Songs bereits live präsentiert wurden. Verdena verzichtet in ihrem Studio vollständig auf digitale Technik, um die Authentizität der Songs zu wahren.
Im März 2007 veröffentlichte Verdena ihr Album Requiem in Italien, in Deutschland erschien es am 17. April. Da Fidel Fogaroli im Booklet nicht mehr unter den Mitgliedern aufgeführt ist, ist davon auszugehen, dass die Band nun wieder als Dreiergruppe formiert ist. Dem Album folgte wenige Monate später die EP Canos.
Auch wenn die Band außerhalb Italiens eher als Insidertipp gilt, hat Verdena in ihrer Heimat schon zahlreiche Erfolge feiern können, beispielsweise spielten sie dort als Vorband von U2.

## Stil
Der Sound Verdenas ist inspiriert von Bands wie Radiohead, Queens of the Stone Age oder Kyuss. Auf der anderen Seite ist Sänger Alberto Ferrari auch ein Freund der Musik von Pink Floyd oder Cream, deren Song Sunshine of Your Love Verdena in einer Cover-Version veröffentlichte.

## Diskografie

### Alben
| Jahr | Titel                   | Höchstplatzierung, Gesamtwochen, AuszeichnungChartsChartplatzierungen (Jahr, Titel, Platzierungen, Wochen, Auszeichnungen, Anmerkungen) | Anmerkungen |
| Jahr | Titel                   | IT | Anmerkungen |
| ---- | ----------------------- | --- | ----------- |
| 1999 | Verdena                 | IT10 (… Wo.)IT |             |
| 2001 | Solo un grande sasso    | IT6 (6 Wo.)IT |             |
| 2004 | Il suicidio del samurai | IT7 (… Wo.)IT |             |
| 2007 | Requiem                 | IT8 (11 Wo.)IT |             |
| 2011 | Wow                     | IT2 (17 Wo.)IT |             |
| 2015 | Endkadenz Vol. 1        | IT3 (16 Wo.)IT |             |
| 2015 | Endkadenz Vol. 2        | IT1 (10 Wo.)IT |             |
| 2022 | America Latina          | IT17 (1 Wo.)IT |             |
| 2022 | Volevo Magia            | IT2 (4 Wo.)IT |             |

### Singles
| Jahr | Titel Album                       | Höchstplatzierung, Gesamtwochen, AuszeichnungChartsChartplatzierungen (Jahr, Titel, Album, Platzierungen, Wochen, Auszeichnungen, Anmerkungen) | Anmerkungen |
| Jahr | Titel Album                       | IT | Anmerkungen |
| ---- | --------------------------------- | --- | ----------- |
| 2000 | Valvonauta Verdena                | IT22 (3 Wo.)IT |             |
| 2000 | Viba Verdena                      | IT17 (4 Wo.)IT |             |
| 2001 | Spaceman EP Solo un grande sasso  | IT14 (5 Wo.)IT |             |
| 2002 | Miami Safari Solo un grande sasso | IT13 (3 Wo.)IT |             |
| 2004 | Luna Il suicidio dei samurai      | IT2 (7 Wo.)IT |             |
| 2004 | Elefante Il suicidio dei samurai  | IT9 (7 Wo.)IT |             |
| 2007 | Caños EP Requiem                  | IT3 (22 Wo.)IT |             |